# 흥왕사명 청동은입사향완
흥왕사명 청동은입사향완(興王寺銘 靑銅 銀入絲 香垸)은 고려시대의 불교공예품이다. 1984년 8월 6일 대한민국의 국보 제214호로 지정되었다. 서울특별시 용산구 리움미술관에 소장되어 있다.

## 개요
향로란 절에서 마음의 때를 씻는다는 의미의 향을 피우는데 사용하는 도구이다.
이 향로는 높이 40.1cm, 입 지름 30cm의 크기로 받침, 몸체, 입 3부분으로 되어있다. 입은 수평으로 넓게 퍼진 테를 가진 전이 있으며, 그 전을 구슬 무늬로 장식하고 연꽃과 덩굴 무늬를 새기고 은을 입혔다. 몸체에는 대칭되는 위치에 꽃으로 창을 만들고 그 안에 용과 봉황을 세밀하게 은입사하였다. 남은 공간에는 갈대와 연꽃을 새기고 위에는 기러기를 새기고, 밑에 오리를 새겨 은을 입혔다.
나팔형 받침은 위의 가장자리를 쌍선으로 굵게 표시하고, 위로 오르면서 덩굴무늬를, 하단에는 풀무늬를, 굽에는 꽃무늬를 은입사하였다. 은입사 문양은 모두 뛰어난 솜씨를 보여줄 뿐아니라 회화적 가치도 아주 높다. 받침 굽에는 34자의 글씨가 남아 있어, 이 향로가 충렬왕 15년(1289)에 제작되어 개풍군 흥왕사에 있었던 것임을 알려준다.
세련된 은입사 기법과 연대를 알 수 있다는 점과 잘 사용하지 않던 용과 봉황을 문양으로 사용한 점은 이 향로의 가치를 높여 준다.

## 같이 보기
- 흥왕사

## 참고 자료
- 흥왕사명 청동은입사향완 - 국가유산청 국가유산포털